# Wyspa skarbów (film 1988)
Wyspa skarbów (ros. Остров сокровищ) – radziecki film animowany z 1988 roku w reżyserii Dawida Czerkasskiego powstały na podstawie powieści Roberta Louisa Stevensona o tej samej nazwie. 

## Obsada (głosy)
- Walerij Biessarab jako Jim Hawkins
- Armen Dżigarchanian jako John Silver
- Wiktor Andrijenko jako Kapitan Smollett / Billy Bones
- Jewgienij Papierny jako Doktor Livesey
- Boris Wozniuk jako Squire Trelawney
- Jurij Jakowlew jako Ben Gunn

## Serie
- Seria 1. Wyspa skarbów: Mapa kapitana Flinta «Остров сокровищ: Карта капитана Флинта» (1986)
- Seria 2. Wyspa skarbów: Skarby kapitana Flinta «Остров сокровищ: Сокровища капитана Флинта» (1988)

## Nagrody
- 1989: Główna Nagroda na Wszechzwiązkowym Festiwalu Filmów Telewizyjnych w Mińsku
- Pierwsza nagroda na Międzynarodowym Festiwalu Filmów Telewizyjnych w Czechosłowacji[1]
- 1989: Nagroda za najlepszy film pełnometrażowy na Wszechzwiązkowym Festiwalu Filmów Animowanych w Kijowie[2]